# ریشارد وتشتاین
ریشارد وتشتاین (آلمانی: Richard Wettstein؛ ۳۰ ژوئن ۱۸۶۳ – ۱۰ اوت ۱۹۳۱) گیاه‌شناس اهل اتریش-مجارستان بود. سیستم طبقه‌بندی وی به نام سیستم وتشتاین، یکی از نخستین طبقه‌بندی‌ها بر اصل تبارزایش بود.